# CyberMycha
CyberMycha (inna pisownia: Cyber Mycha) – przeznaczony dla dzieci polski miesięcznik o grach komputerowych, wydawany w latach 2000–2008 w Bydgoszczy. 
Magazyn opisywał gry bez cech brutalności, zamieszczał komiksy i historyjki obrazkowe, nowinki z rynku gier na PC i wszystkie konsole, triki, tipsy, poradniki do gier, recenzje czytelników, łamigłówki itd. Do każdego wydania dołączona była jedna płyta z kilkoma pełnymi wersjami gier. Pierwszy numer CyberMychy ukazał się z datą 1 czerwca 2000. Miał wówczas 32 strony, jedną płytę CD, wyłącznie z wersjami demonstracyjnymi gier. Po raz pierwszy pełną wersję gry dołączono do magazynu w grudniu 2000 roku. Od numeru z grudnia 2007 roku zaczęto wydawać też CyberMychę z płytą DVD. CyberMycha była pierwszym polskim, autorskim czasopismem, które ukazywało się w wersji licencyjnej poza granicami kraju – można ją także było kupić w Czechach i na Słowacji. Magazyn wydawało wydawnictwo Egmont Polska, redaktorem naczelnym była Aleksandra Szalbierz, zespół tworzyli między innymi Grzegorz Szalbierz – zastępca redaktora naczelnego i Mirosław Świetlik, a zarządzającym Krzysztof Czulec. 
Od 2001 jako dodatek wydawano kwartalnik Cyber Mycha Extra, a od 2004 nieregularnie ukazywało się Cyber Mycha. Wydanie Specjalne. 
W 2005 roku do sklepów trafiły dwie oficjalne gry magazynu: „MYSZtrzostwa Świata w Oberstdorfie” oraz czteroodcinkowa „CyberMycha i więźniowie Drappa”. Czasopismo zakończyło sprzedaż na numerze 12/08. 
O likwidacji tytułu poinformowano 1 stycznia 2009.